# Sala kommun
Sala kommun är en kommun i Västmanlands län i landskapen Västmanland och Uppland. Centralort är Sala.

## Administrativ historik
Kommunens område motsvarar socknarna: Fläckebo, Kila, Kumla, Möklinta, Norrby, Sala, Tärna och Västerfärnebo. I dessa socknar bildades vid kommunreformen 1862 landskommuner med motsvarande namn. I området fanns även Sala stad som 1863 bildade en stadskommun.
Vid kommunreformen 1952 bildades storkommunerna Tärna (av de tidigare kommunerna Kila, Kumla, Norrby och Tärna) och Västerfärnebo (av Fläckebo, Karbenning och Västerfärnebo) samtidigt som Sala landskommun uppgick i Sala stad medan Möklinta landskommun förblev oförändrad.
Sala kommun bildades vid kommunreformen 1971 av Sala stad, Möklinta och Tärna landskommuner samt delar ur Västerfärnebo landskommun (Västerfärnebo och Fläckebo församlingar).
Kommunen ingick från bildandet till 2001 i Sala domsaga och kommunen ingår sedan 2001 i Västmanlands domsaga.

## Geografi

### Topografi och hydrografi
Berggrunden i Sala kommun domineras av graniter, men i närheten av centralorten finns ett betydande område med dolomitrik marmor. Detta har skapat gynnsamma förhållanden för en kalkkrävande flora, inklusive majviva och flera arter av orkidéer. längs Sagåns, Lillåns och Svartåns dalgångar finns odlade lerslätter, medan resten av kommunen mestadels består av barrskogsklädda moränjordar.
Badelundaåsen, belägen i västra delen av kommunen och i samma riktning som åarna (nord-sydlig), är täckt av tallhedar. Kommunen är också känd för sin rikedom på sjöar, där vissa av dem uppdämdes under 1500- och 1600-talen för att förse Sala gruva med vatten. Bland dessa finns Fläcksjön och Gussjön i Svartåns vattensystem, som är kända för sitt rika fågelliv.
Nedan presenteras andelen av den totala ytan 2020 i kommunen jämfört med riket.
|  | Bebyggelse (4,0 %) |

|  | Skog (64,9 %) |

|  | Öppen myrmark (4,7 %) |

|  | Jordbruksmark (24,4 %) |

|  | Övrig mark (1,9 %) |

|  | Bebyggelse (3,1 %) |

|  | Skog (68,0 %) |

|  | Öppen myrmark (7,2 %) |

|  | Jordbruksmark (7,4 %) |

|  | Övrig mark (14,3 %) |

### Naturskydd
I den sydvästra delen av kommunen ligger naturreservatet Hälleskogsbrännan, vilket omfattar en stor del av det område som drabbades av den stora skogsbranden i Västmanland 2014.

### Administrativ indelning
Fram till 2016 var kommunen för befolkningsrapportering indelad i
- Kila församling
- Kumla församling
- Möklinta församling
- Norrby församling
- Sala församling
- Tärna församling
- Västerfärnebo-Fläckebo församling

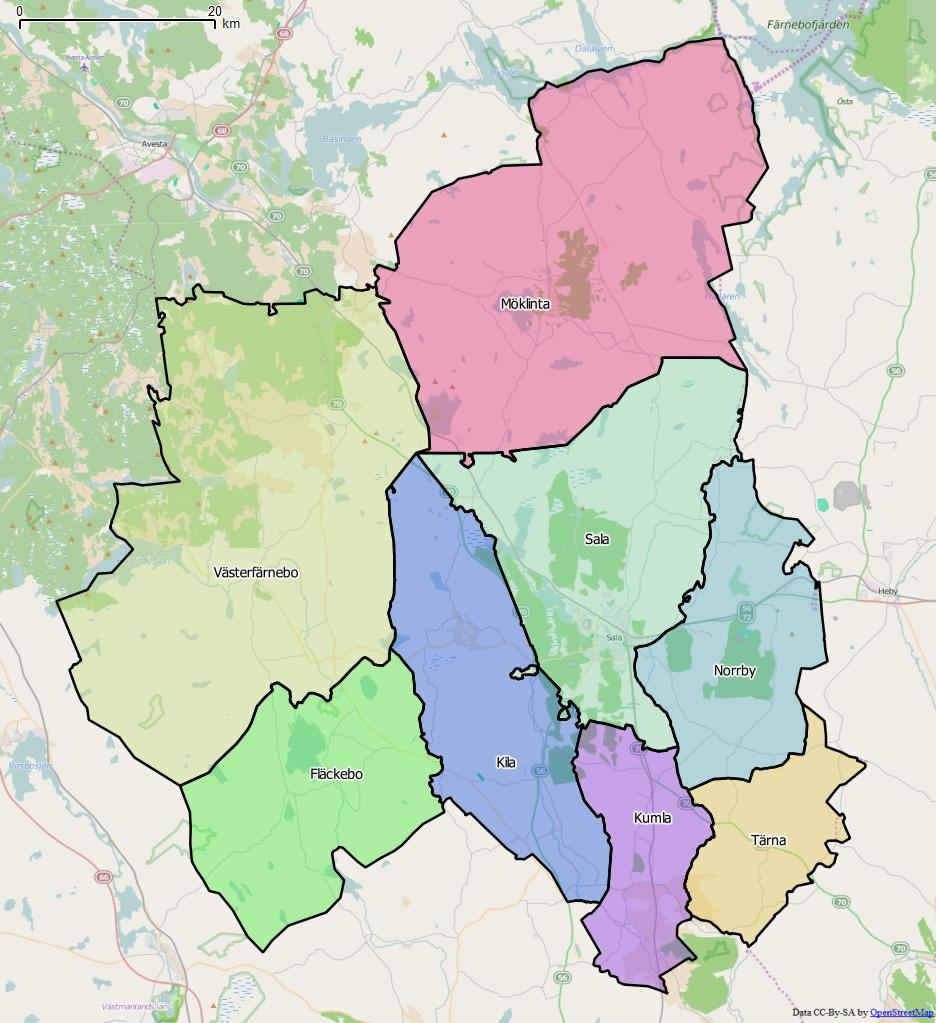
Distrikt (socknar) inom Sala kommun

Från 2016 indelas kommunen i följande distrikt, vilka motsvarar socknarna:

- Fläckebo
- Kila
- Kumla
- Möklinta
- Norrby
- Sala
- Tärna
- Västerfärnebo

### Tätorter
Vid Statistiska centralbyråns tätortsavgränsning den 31 december 2016 fanns det sex tätorter i Sala kommun.
| Nr | Tätort        | Folkmängd |
| -- | ------------- | --------- |
| 1  | Sala          | 13 253    |
| 2  | Ransta        | 846       |
| 3  | Västerfärnebo | 543       |
| 4  | Möklinta      | 334       |
| 5  | Sätra brunn   | 330       |
| 6  | Salbohed      | 250       |

Centralorten är i fet stil.

## Styre och politik

### Styre
Efter valet 2022 styrs Sala kommun av en koalition bestående av Socialdemokraterna, Miljöpartiet, Vänsterpartiet och Centerpartiet.

### Kommunfullmäktige

#### Presidium
| Presidium 2022–2026    | Presidium 2022–2026 | Presidium 2022–2026     |
| ---------------------- | ------------------- | ----------------------- |
| Ordförande             | S                   | Emil Andersson Bleckert |
| Förste vice ordförande | S                   | Eva Åberg               |
| Andre vice ordförande  | SD                  | Andreas Andersson       |

#### Mandatfördelning 1970–2022
|  | 20 | 17 | 7 | 4 |

| 42 | 7 |

|  | 20 | 19 | 5 | 4 |

| 41 | 8 |

|  | 20 | 17 | 5 |  | 5 |

| 35 | 14 |

| 2 | 20 | 15 | 4 |  | 7 |

| 33 | 16 |

| 2 | 21 |  | 13 | 3 |  | 8 |

| 38 | 11 |

| 2 | 20 |  | 11 | 6 |  | 8 |

| 37 | 12 |

| 2 | 21 | 2 | 10 | 6 | 2 | 6 |

| 33 | 16 |

| 2 | 17 |  |  | 3 | 9 | 5 | 4 | 7 |

| 34 | 15 |

| 2 | 19 | 3 | 7 | 9 | 2 | 2 | 5 |

| 34 | 15 |

| 5 | 17 | 2 | 3 | 8 | 2 | 5 | 7 |

| 29 | 20 |

| 3 | 21 |  | 9 | 4 | 5 | 6 |

| 31 | 18 |

| 3 | 18 |  | 10 | 2 | 3 | 8 |

| 29 | 16 |

| 2 | 15 | 2 | 2 | 5 | 8 | 2 | 2 | 7 |

| 28 | 17 |

| 2 | 14 | 2 |  | 5 | 5 | 9 |  |  | 5 |

| 26 | 19 |

| 2 | 13 |  | 7 | 4 | 9 | 2 | 2 | 5 |

| 25 | 20 |

| 3 | 14 |  | 9 | 4 | 5 |  | 2 | 6 |

| 25 | 20 |

### Nämnder

#### Kommunstyrelse
| Presidium 2022–2026    | Presidium 2022–2026 | Presidium 2022–2026 |
| ---------------------- | ------------------- | ------------------- |
| Ordförande             | S                   | Amanda Lindblad     |
| Förste vice ordförande | C                   | Anders Wigelsbo     |
| Andre vice ordförande  | M                   | Erik Hamrin         |

Källa:

#### Övriga nämnder
Avser mandatperioden 2022–2026.
| Nämnd                             | Ordförande | Ordförande          | Vice ordförande | Vice ordförande           |
| --------------------------------- | ---------- | ------------------- | --------------- | ------------------------- |
| Äldre- och omsorgsnämnden         | S          | Camilla Runerås     | V               | Olle Kvarnryd             |
| Social- och arbetsmarknadsnämnden | C          | Elisabet Pettersson | MP              | Ingela Kihlholm Lindström |
| Kultur- och fritidsnämnden        | V          | Gert Wibe           | S               | Jessica Silversten        |
| Bygg- och miljönämnden            | S          | Viktor Kärvinge     | C               | Sture Johansson           |
| Skolnämnden                       | C          | Anders Wigelsbo     | S               | Annika Palmqvist          |
| Valnämnden                        | S          | Daniel Hedlund      | C               | Bengt Larsson             |

## Ekonomi och infrastruktur

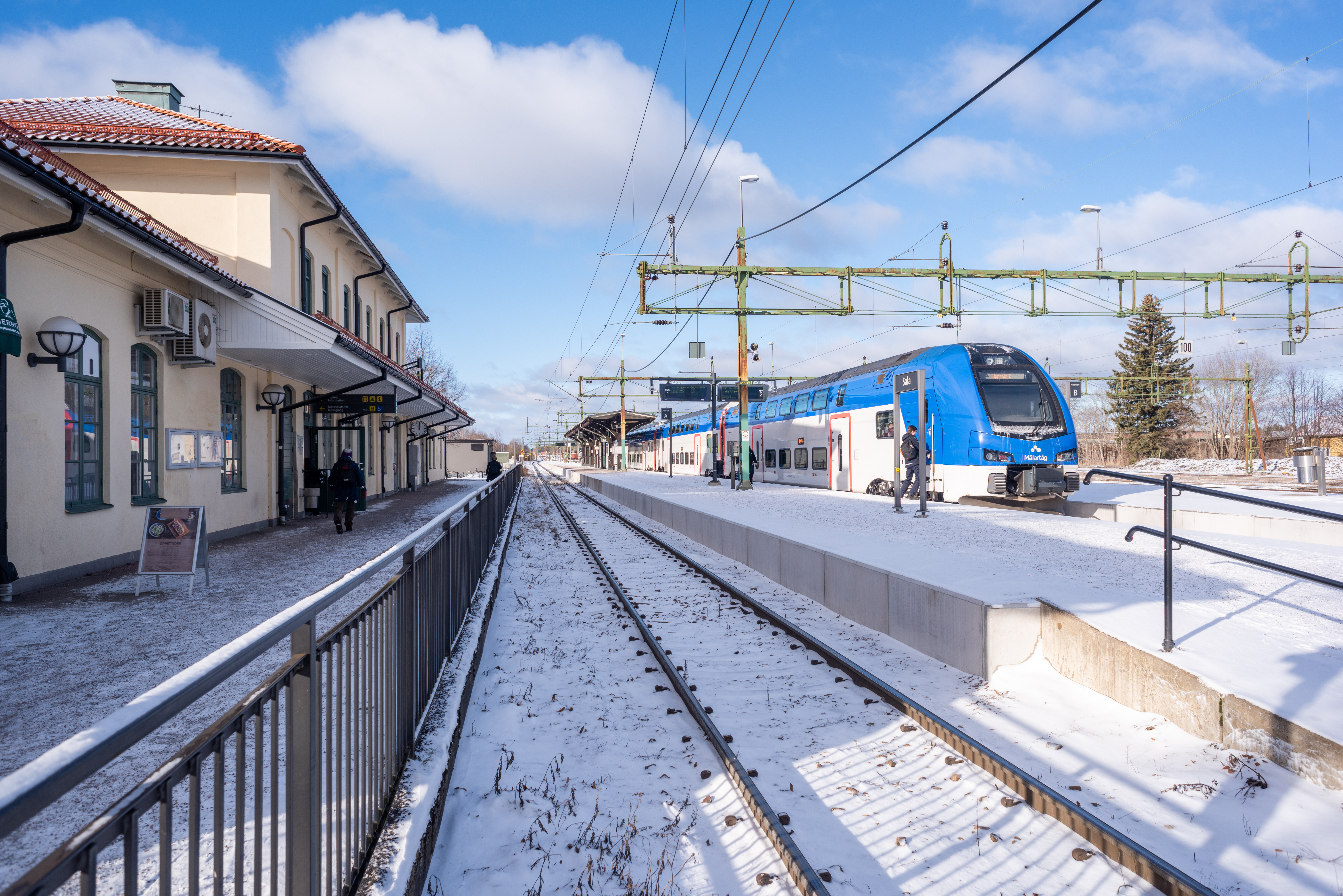
Mälartåg som trafikerar sträckan Uppsala-Sala vid Sala station.

### Näringsliv
Kommunen har en lång historia som bruksområde, med rötter som sträcker sig tillbaka till 1400-talet, exemplifierat av Sala silvergruva. Idag präglas näringslivet främst av små och medelstora företag, många inom jord- och skogsbruk. Inom gruvnäringen återfinns företag som Metso Sweden AB, som tillverkar maskiner för mineralberedning och godspumpar. Den offentliga sektorn är också betydande och står för över hälften av alla arbetstillfällen i kommunen.

### Infrastruktur

#### Transporter
Kommunen är genomkorsad av flera viktiga transportförbindelser. Järnvägen Stockholm-Borlänge, med anslutande järnväg till Västerås, utgör en central del av kommunens transportnät. Utöver järnvägslinjerna löper även riksvägarna 67 och 70 genom kommunen, samt länsväg 256.

## Befolkning

### Befolkningsutveckling
Kommunen har 22 843 invånare (31 december 2024), vilket placerar den på 114:e plats avseende folkmängd bland Sveriges kommuner.
| Befolkningsutvecklingen i Sala kommun 1970–2020 | Befolkningsutvecklingen i Sala kommun 1970–2020 | Befolkningsutvecklingen i Sala kommun 1970–2020 | Befolkningsutvecklingen i Sala kommun 1970–2020 | Befolkningsutvecklingen i Sala kommun 1970–2020 |
| ----------------------------------------------- | ----------------------------------------------- | ----------------------------------------------- | ----------------------------------------------- | ----------------------------------------------- |
|                                                 |                                                 |                                                 |                                                 |                                                 |
| År                                              |                                                 |                                                 | Folkmängd                                       |                                                 |
| 1970                                            | 1970                                            |                                                 | 19 595                                          |                                                 |
| 1975                                            | 1975                                            |                                                 | 20 421                                          |                                                 |
| 1980                                            | 1980                                            |                                                 | 20 936                                          |                                                 |
| 1985                                            | 1985                                            |                                                 | 21 000                                          |                                                 |
| 1990                                            | 1990                                            |                                                 | 21 820                                          |                                                 |
| 1995                                            | 1995                                            |                                                 | 22 074                                          |                                                 |
| 2000                                            | 2000                                            |                                                 | 21 548                                          |                                                 |
| 2005                                            | 2005                                            |                                                 | 21 446                                          |                                                 |
| 2010                                            | 2010                                            |                                                 | 21 535                                          |                                                 |
| 2015                                            | 2015                                            |                                                 | 22 109                                          |                                                 |
| 2020                                            | 2020                                            |                                                 | 22 867                                          |                                                 |

## Kultur

### Kulturarv
Kulturkvarteret Täljstenen är kommunens centrum för konst och kreativitet. Aguélimuseet, invigt 2007, visar en unik samling av 35 Aguélimålningar och tidiga modernister. Kvarteret inkluderar också bibliotek, konstgalleri, smedja och café. Rådhuset och Sparbankshuset är historiska byggnader vid torget, medan Missionskyrkan från 1903 är ett exempel på jugendstilens arkitektur. Kulturkvarteret är en viktig del av Salas kulturella landskap och erbjuder många aktiviteter för både invånare och besökare.

### Kommunvapen
Blasonering: I blått fält en bergsmansslägga och ett bergjärn i kors och däröver en tilltagande måne, allt av silver.
Månen i Sala kommunvapen är en metallurisk symbol för silver och syftar, liksom verktygen på verksamheten vid Sala silvergruva och förekommer i tidiga sigill. 1948 fick vapnet kunglig fastställelse för Sala stad. Efter kommunbildningen registrerades det oförändrat för Sala kommun år 1975. Även Tärna hade ett vapen, vars giltighet upphörde.